# Белялов, Умер Муслимович
Умер Муслимович Белялов (1993) — украинский крымскотатарский борец на поясах, борец греко-римского стиля. Является воспитанником Крымской федерации национальной борьбы «Куреш».

## Универсиада 2013
На Универсиаде-2013 в весовой категории до 68 килограммов завоевал бронзовую награду.
В Казани встретился на ковре с представителем Казахстана Денисом Лешковым и выиграл со счетом 11:8.

## Государственные награды
- Медаль «За труд и доблесть» (25 июля 2013) — "за достижение высоких спортивных результатов на XXVII Всемирной летней Универсиаде в Казани, проявленные самоотверженность и волю к победе, подъем международного авторитета Украины"[1]